# ATP Challenger Buenos Aires-4
Der ATP Challenger Buenos Aires (offiziell: Buenos Aires Challenger) war ein Tennisturnier, das zwischen 1980 und 2001 in Buenos Aires, Argentinien, stattfand. Es gehörte zur ATP Challenger Tour und wurde im Freien auf Sand gespielt. Franco Squillari im Einzel sowie Guillermo Cañas und Martín Alberto García im Doppel gewann das Turnier jeweils zweimal.

## Liste der Sieger

### Einzel
| Jahr                         | Sieger               | Finalgegner         | Ergebnis      |
| ---------------------------- | -------------------- | ------------------- | ------------- |
| 2001                         | Agustín Calleri      | David Nalbandian    | 3:6, 6:1, 6:3 |
| 2000                         | Guillermo Coria      | Alberto Berasategui | 6:1, 4:6, 6:4 |
| 1999                         | Franco Squillari (2) | Hernán Gumy         | 5:7, 6:1, 6:4 |
| 1998                         | Younes El Aynaoui    | Alberto Martín      | 7:6, 6:1      |
| 1997                         | Franco Squillari (1) | Diego Moyano        | 6:1, 6:4      |
| 1993–1996: nicht ausgetragen |                      |                     |               |
| 1992                         | Juan Gisbert         | Carsten Arriens     | 6:1, 7:65     |
| 1981–1991: nicht ausgetragen |                      |                     |               |
| 1980                         | Eduardo Bengoechea   | Carlos Castellan    | 7:6, 6:2      |

### Doppel
| Jahr                         | Sieger                                        | Finalgegner                        | Ergebnis      |
| ---------------------------- | --------------------------------------------- | ---------------------------------- | ------------- |
| 2001                         | Federico Browne Ignacio Hirigoyen             | Gastón Etlis Martín Rodríguez      | 6:4, 7:66     |
| 2000                         | Pablo Albano Lucas Arnold Ker                 | Sergio Roitman Andrés Schneiter    | 6:3, 4:6, 6:2 |
| 1999                         | Guillermo Cañas (2) Martín Alberto García (2) | Paul Rosner Dušan Vemić            | 6:4, 6:4      |
| 1998                         | Guillermo Cañas (1) Martín Alberto García (1) | Alberto Martín Salvador Navarro    | 2:6, 6:3, 7:5 |
| 1997                         | Diego del Río Daniel Orsanic                  | Pablo Albano Luis Lobo             | 6:4, 4:6, 6:1 |
| 1993–1996: nicht ausgetragen |                                               |                                    |               |
| 1992                         | Pablo Albano Javier Frana                     | Horacio de la Peña Gabriel Markus  | 7:6, 6:4      |
| 1981–1991: nicht ausgetragen |                                               |                                    |               |
| 1980                         | Ricardo Cano Roberto Carruthers               | Carlos Gattiker Alejandro Gattiker | 6:2, 6:4      |